# Степанов, Алексей Викторович
Алексей Викторович Степанов (12 января 1979, Ленинград, СССР) — российский игрок в мини-футбол, тренер.

## Биография
Алексей Степанов является воспитанником петербургского мини-футбола. Его первой командой стал «Зенит», за который он дебютировал в 1998 году. После расформирования команды он провёл один сезон в «Норильском никеле», а затем вернулся в Санкт-Петербург, став игроком «Политеха».
В 2001 году Степанов перешёл в казанский «Приволжанин» и играл в нём три сезона, до того момента как команда покинула Суперлигу. После этого Алексей перешёл в югорский клуб «ТТГ-Ява» и также провёл в нём три сезона.
Покинув Югорск, Степанов снова вернулся в родной город, став игроком петербургского «Динамо». Он играл в нём полтора сезона, после чего команда была расформирована. Впоследствии он довольно часто менял клубы, выступая за подмосковный «Спартак-Щёлково», московские «Динамо-2» и ЦСКА, а также петербургский «Политех».
Летом 2011 года Степанов стал игроком сыктывкарской «Новой генерации».
С августа 2016 года в «Ухте» работал тренером, старшим тренером, в сентябре 2018 года — главным тренером. С 29 декабря 2018 — главный тренер ЛКС, после окончания сезона по семейным обстоятельствам покинул команду и возглавил новгородский «Деловой партнёр».